# Tazza Maltija 2013-2014
La Tazza Maltija 2013-2014 è stata la 77ª edizione della coppa nazionale maltese. La competizione è iniziata il 1º settembre 2013 ed è terminata il 1º maggio 2014. Il Valletta ha vinto il trofeo per la tredicesima volta nella sua storia.

## Turno preliminare
| Squadra 1         | Risultato | Squadra 2       |
| ----------------- | --------- | --------------- |
| 1º settembre 2013 |           |                 |
| Attard            | 2 - 1     | Qala St. Joseph |

## Primo turno
| Squadra 1         | Risultato   | Squadra 2               |
| ----------------- | ----------- | ----------------------- |
| 4 settembre 2013  |             |                         |
| Santa Venera      | 1 - 2 (dts) | Xagħra Utd              |
| St. Lucia         | 1 - 2       | Luqa                    |
| 5 settembre 2013  |             |                         |
| Victoria Hotspurs | 2 - 1       | Munxar Falcons          |
| Kerċem Ajax       | 6 - 2       | St. Lawrence Spurs      |
| 7 settembre 2013  |             |                         |
| Xghajra Tornadoes | 0 - 2       | S.K. Victoria Wanderers |
| Xewkija Tigers    | 4 - 0       | Kalkara                 |
| Sirens            | 10 - 1      | Sannat Lions            |
| Attard            | 0 - 2       | Mġarr                   |
| Swieqi Utd        | 3 - 2       | Qrendi                  |
| Għajnsielem       | 1 - 4       | Ta' Xbiex               |
| 8 settembre 2013  |             |                         |
| Oratory Youths    | 1 - 0       | Mtarfa                  |
| Nadur Youngsters  | 4 - 2       | Ghaxaq                  |

## Secondo turno
| Squadra 1             | Risultato       | Squadra 2               |
| --------------------- | --------------- | ----------------------- |
| 25 ottobre 2013       |                 |                         |
| St. George's          | 4 - 3           | Żabbar St. Patrick      |
| Birzebbuga St. Peters | 1 - 0           | Msida Saint-Joseph      |
| Għargħur              | 1 - 4           | Mellieħa                |
| Żebbuġ Rangers        | 3 - 0           | Dingli Swallows         |
| Żejtun Corinthians    | 0 - 0 (3-4 dcr) | Gudja Utd               |
| 26 ottobre 2013       |                 |                         |
| Oratory Youths        | 0 - 3           | Victoria Hotspurs       |
| Sirens                | 1 - 0           | Marsa                   |
| Ta' Xbiex             | 0 - 6           | Pembroke Athleta        |
| Lija Athletic         | 4 - 0           | Xewkija Tigers          |
| Swieqi Utd            | 2 - 5 (dts)     | Siggiewi                |
| Mġarr                 | 0 - 3           | St. Andrews             |
| Senglea Athletic      | 4 - 2 (dts)     | Kirkop United           |
| 27 ottobre 2013       |                 |                         |
| Kerċem Ajax           | 2 - 1           | Luqa                    |
| Ħamrun Spartans       | 0 - 1           | Pietà Hotspurs          |
| Melita                | 3 - 0           | Nadur Youngsters        |
| Fgura Utd             | 1 - 2           | Mdina Knights           |
| Xagħra Utd            | 0 - 1           | Mqabba                  |
| Żurrieq               | 1 - 5           | Gżira Utd               |
| Marsaskala            | 0 - 1           | S.K. Victoria Wanderers |
| Marsaxlokk            | 0 - 4           | San Ġwann               |

## Terzo turno
| Squadra 1             | Risultato   | Squadra 2               |
| --------------------- | ----------- | ----------------------- |
| 24 novembre 2013      |             |                         |
| Pembroke Athleta      | 0 - 1       | Gżira Utd               |
| Siggiewi              | 0 - 6       | St. George's            |
| St. Andrews           | 2 - 1       | San Ġwann               |
| Pietà Hotspurs        | 1 - 0       | Mqabba                  |
| 26 novembre 2013      |             |                         |
| Birzebbuga St. Peters | 2 - 5       | Balzan                  |
| Naxxar Lions          | 3 - 0       | Gudja Utd               |
| Mdina Knights         | 1 - 5       | Kerċem Ajax             |
| Birkirkara            | 4 - 1       | Vittoriosa Stars        |
| Hibernians            | 6 - 1       | Senglea Athletic        |
| Sirens                | 1 - 3       | Rabat Ajax              |
| 27 novembre 2013      |             |                         |
| Mellieħa              | 0 - 1       | Tarxien Rainbows        |
| Melita                | 1 - 3       | Valletta                |
| Floriana              | 4 - 1       | Victoria Hotspurs       |
| Sliema Wanderers      | 3 - 1       | Żebbuġ Rangers          |
| Lija Athletic         | 1 - 2       | Mosta                   |
| Qormi                 | 1 - 0 (dts) | S.K. Victoria Wanderers |

## Quarto turno
| Squadra 1        | Risultato       | Squadra 2        |
| ---------------- | --------------- | ---------------- |
| 19 gennaio 2014  |                 |                  |
| Gżira Utd        | 2 - 1           | St. George's     |
| 21 gennaio 2014  |                 |                  |
| St. Andrews      | 0 - 4           | Birkirkara       |
| Qormi            | 0 - 0 (6-5 dcr) | Tarxien Rainbows |
| 22 gennaio 2014  |                 |                  |
| Kerċem Ajax      | 1 - 5           | Rabat Ajax       |
| Hibernians       | 0 - 1           | Pietà Hotspurs   |
| Sliema Wanderers | 1 - 1 (8-7 dcr) | Balzan           |
| Floriana         | 0 - 1           | Naxxar Lions     |
| Valletta         | 3 - 0           | Mosta            |

## Quarti di finale
| Squadra 1        | Risultato | Squadra 2      |
| ---------------- | --------- | -------------- |
| 15 febbraio 2014 |           |                |
| Naxxar Lions     | 0 - 1     | Valletta       |
| Qormi            | 3 - 1     | Birkirkara     |
| 16 febbraio 2014 |           |                |
| Gżira Utd        | 2 - 1     | Rabat Ajax     |
| Sliema Wanderers | 2 - 0     | Pietà Hotspurs |

## Semifinali
| Squadra 1        | Risultato | Squadra 2 |
| ---------------- | --------- | --------- |
| 19 marzo 2014    |           |           |
| Gżira Utd        | 0 - 2     | Valletta  |
| Sliema Wanderers | 1 - 0     | Qormi     |

## Finale
| Arbitro: | Clayton Pisani |

|                  |           |  |
| Elford-Alliyu 2’ | Marcatori |  |